# Muhammad al-Amin al-Kanemi
Muhammad al-Amin ibn Muhammad Ninkah al-Kanemi al-Hadjdji (1775-1837) fou un savi i polític del Kanem regent de Kanem-Bornu i fundador de la dinastia de shehus kanembu de Bornu.
Es va criar a Murzuk, al Fezzan on el seu pare tenia propietats, i va aprendre àrab, viatjant per diversos llocs entre els quals Egipte i l'Hijaz on va fer la peregrinació a la Meca que li va valer la nisba d'al-Hadjdj. Finalment es va establir al Bornu oriental on pels seus coneixements i els seus ensenyaments es van acostar moltes tribus àrabs i kanembus que el veneraven i li van permetre ser considerat el que avui s'anomena un estat dins l'estat. El 1808 els fulbes del país, reunits a Gujba, van derrotar el mai de Kanem-Bornu Ahmad ibn Ali i van saquejar la capital Birni N'gazargamu. Ahmad ibn Ali va fugir cap al Kanem i passant per les terres on estava establert Muhammad al-Amin li va demanar ajut. Muhammad amb les seves forces formada per àrabs i kanembus va avançar cap a la capital i va restablir a Ahmad, però aquest va morir al cap de molt poc i el va succeir el seu fill Dunama IX Lefiami; els fulbes que havien estat expulsats, al saber la mort del mai, i que Muhammad al-Amin i els seus guerrers ja s'havien retirat, van retornar. Dunama IX Lefiami va demanar immediatament altre cop ajut a Muhammad al-Kanemi (1808).
Muhammad va retornar, va vèncer als fulbes, i encara que no va poder impedir l'establiment de l'emirat de Sokoto a les seves dependències occidentals va restaurar a Dunama com a sobirà del Bornu i la dinastia sayfawa (equivalent local de sàyfida o sayfita) va tornar nominalment al front del país. També va derrotar el sultà de Baguirmi que aprofitant aquestos fets havia atacat Kanem, i que el 1817 va haver de pagar tribut almenys per un temps. Muhammad al-Amin es va instal·lar a Kuka o Kukawa com a verdader sobirà de Bornu, sent el verdader poder a l'ombra del regne de Kanem-Bornu. Va modificar la lleva de tropes substituint l'estil feudal dels mais, antiquat i poc eficaç, per una infanteria kanembu i una cavalleria àrab shuwa dirigida per oficials mamelucs sota les seves ordes directes. Els caps de la noblesa kanuri van poder mantenir els feus però progressivament van anar passant als seus propis partidaris kanuris o no. El govern va quedar format per un comitè de consellers on els kanuris eren minoria. Va mantenir contacte amb Sokoto amb una famosa correspondència en què qüestionava el dret de la djihad contra estats que eren musulmans feia 800 anys. El 1821 va iniciar una sèrie d'operacions militars contra Baguirmi que es van acabar el 1824 i li van assegurar la frontera oriental al sud del llac Txad; en la primera campanya va tenir suport del caimacan otomà de Fezzan. El 1822 al-Kanemi va rebre la visita de l'explorador Denham; el 1823 i 1824 seguia combatent contra Baguirmi i tenia relacions amb els otomans de Fezzan obrint una via de comerç pel Bornu en aquesta direcció, fent aliança amb els Awlad Sulayman molts dels quals van passar al seu servei (els primers assentaments en van portar altres durant els següents vint o trenta anys). El 1826 va intentar restablir l'autoritat del Bornu-Kanem sobre els estats hausses de Katagum i Hadedjia, i va fer una gran campanya que el va portar fins a Kano, però finalment es va haver de retirar. El fulbes el van derrotar algunes vegades més en els següents anys. Va morir el 1837. El va succeir el seu fill gran Umar, que va concertar la pau amb els fulbes.
Va deixar escrit un llibre i una poesia però se sap que va escriure força més.